# Euagoras (geslacht)
Euagoras is een geslacht van insecten behorend tot de familie van roofwantsen (Reduviidae), in de onderfamilie van de Harpactorinae.

## Soortenlijst
GBIF:
- Euagoras ambesus Miller, 1941
- Euagoras annulatus Horváth, 1919
- Euagoras asseda Stål, 1863
- Euagoras atripes Stål, 1863
- Euagoras bispinosus (Fabricius, 1803)
- Euagoras buruensis Miller, 1954
- Euagoras crockeri Van Duzee, 1940
- Euagoras dolosus Stål, 1863
- Euagoras dorycus (Boisduval, 1835)
- Euagoras elegans Miller, 1948
- Euagoras erythrocephala Livingstone & Ravichandran, 1990
- Euagoras fuscipinus (Stål, 1859)
- Euagoras geniculatus Breddin, 1859
- Euagoras insipidus (Signoret, 1860)
- Euagoras intermedius Miller, 1941
- Euagoras limbatus Breddin, 1899
- Euagoras pallescens Herrich-Schaeffer, 1850
- Euagoras plagiatus (Burmeister, 1862)
- Euagoras sordidatus (Stål, 1866)
- Euagoras stollii Burmeister, 1835
- Euagoras subunicolor (Breddin, 1901)
- Euagoras tagalicus Stål, 1870

## Referentie
- Dit artikel of een eerdere versie ervan is een (gedeeltelijke) vertaling van het artikel Euagoras (genus) op de Engelstalige Wikipedia, dat onder de licentie Creative Commons Naamsvermelding/Gelijk delen valt. Zie de bewerkingsgeschiedenis aldaar.